# 石山恒貴
石山 恒貴（いしやま のぶたか、1964年 - ）、日本の経営学者。法政大学大学院政策創造研究科教授。博士（政策学）。
人材育成学会理事、人事実践科学会議代表理事、フリーランス協会アドバイザリーボード、早稲田大学総合研究センター招聘研究員、NPOキャリア権推進ネットワーク授業開発委員長、一般社団法人ソーシャリスト21st理事、一般社団法人全国産業人能力開発団体連合会特別会員。専門社会調査士。
研究領域は経営学、越境学習（越境的学習）、実践共同体、キャリア開発、タレントマネジメント、ジョブ・クラフティング、人的資源管理 、組織内専門人材、ワーケーション 。

## 経歴
新潟県出身。新潟県立新潟高等学校卒業。一橋大学社会学部を卒業し、NECやゼネラル・エレクトリックにおいて一貫して人事労務関係を担当。米系ヘルスケア会社のバイオ・ラッド ラボラトリーズの執行役員人事総務部長を経て、法政大学大学院政策創造研究科教授。2019年4月から2021年3月まで同研究科の研究科長を務めた。

### 略歴
- 1988年　一橋大学社会学部卒業
- 2006年　産業能率大学大学院経営情報学研究科経営情報学専攻修士課程修了
- 2012年　法政大学大学院政策創造研究科政策創造専攻博士後期課程修了（指導教授は諏訪康雄）

### 教育・指導
法政大学大学院では政策創造研究科において、雇用政策研究（マクロ）、地域雇用政策事例研究、比較雇用政策研究、人材育成論、人的資源管理論、プログラム演習、雇用政策特殊研究I・II・IIIなどを担当。また、法政大学ビジネススクール イノベーション・マネジメント研究科において、「エスノグラフィのビジネス応用」を担当している。

### 研究
日本のパラレルキャリア研究の第一人者として、調査研究・インタビュー・講演・執筆活動など各方面で雇用・キャリアに関する分野を中心に積極的な活動に取り組んでいる。また、越境的学習（越境学習）や副業・兼業、プロボノ、タレントマネジメント、ワーケーション等に関する論文・記事の執筆や、講演、メディア出演も多数行なっている。近時はタレントマネジメントについての体系書の執筆、「人生100年時代」を視野に入れた、ミドルシニア活躍のための研究・情報発信にも精力的に取り組んでいる。

## 人物・逸話

### 趣味
趣味はテニス、読書（マンガを含む）。ワイン。好きなアーティストはサカナクション（講義等各所で言及することも多い）、キリンジ、YOASOBI（毎晩、MVを見てからでないと眠れなくるほどの中毒症状になった）。マンガ（コミック）は『週刊少年ジャンプ』の愛読者である。個別の作品としては『ONE PIECE』、『鬼滅の刃』、『ブルーピリオド』、『ゆるキャン△』、『ワールドトリガー』、『チェンソーマン』、『東京卍リベンジャーズ』などを愛読し、これらのアニメ化作品も好んで鑑賞している。『鬼滅の刃』はコミック最終巻発売記念の広告が掲載された全国紙5紙を買いに走り全て集めたほどである。『ブルーピリオド』については「社会人大学院の博士課程の学生の頃の自分の気持ちを言い当てられたようで、正直びびってしまいました」と語っている。『ゆるキャン△』に関してはサードプレイスの真髄があると感じている。各作品の推しキャラは、『ゆるキャン△』が大垣千明、『鬼滅の刃』は冨岡義勇、『東京卍リベンジャーズ』は松野千冬である。

### キリンジ（KIRINJI）
「KIRINJI」にバンド名表記が変更された後の方が好み。NHKラジオ「ごごカフェ」に出演した際には、番組内でかける曲として、KIRINJIの「再会」をリクエストした。

### 機動戦士ガンダムシリーズ
『機動戦士ガンダム』、『機動戦士Ζガンダム』、『機動戦士ガンダムΖΖ』、『機動戦士ガンダム 逆襲のシャア』、『機動戦士ガンダム THE ORIGIN』など一連のガンダムシリーズをこよなく愛するガノタ。好きなキャラクターはシャア・アズナブル。『Ζガンダム』については、同作のクライマックスの1つである第37話「ダカールの日」において、クワトロ・バジーナが自らがシャア・アズナブルであるとともにジオン・ダイクンの子であることを明かしておこなったダカール演説や、クワトロ・バジーナとカミーユ・ビダンのメンター・メンティー関係とその変容などにつき、詳細な考察を加え、「人生の素晴らしさが感じられる回で、最高」と評している。「カミーユはフォウ・ムラサメよりもファ・ユイリィを愛せば良いのに」というのが持論。一般的には評価の低い面もある『機動戦士ガンダムΖΖ』を「後半、とくに最後の2話はニュータイプの本質を考えることができる傑作」と高く評価している。
『機動戦士ガンダム 閃光のハサウェイ』については、ガンダムシリーズの多くが親（擬似的な親を含む）との悲劇的な関係性を描いたものであり、登場人物が永遠に親を乗り越えられない状況に置かれてしまうことがシリーズを通じて繰り返し出現するとする。その上で、ガンダムに通底するテーマは、ニュータイプの出現により人が本質的にわかりあえるようになるはずなのに、ニュータイプは親や大人との関係で何かが満たされない渇望感が能力の暴走の契機となり、悲劇的な状態におかれてしまうことであるとする。そして、ニュータイプであってもわかり合えないからこそ、わかり合おうと努力し続けることがニュータイプの宿命であり、本作でもそのテーマに沿って描かれているのであろうと論評している。

### その他
そのほかさまざまな勉強会、研究会などの学習共同体で幹事を担当し、飲み会のセッティングをすることも越境学習にあたるのではないかと考えていると語り、社会人大学院での講義・ゼミ終了後には飲み会が開催されるのが定例化している。

## 石山ゼミ（石山恒貴研究室）

### 石山ゼミ
法政大学大学院政策創造研究科の経済・社会雇用創造群内の雇用・人材育成・キャリアプログラムに所属する学生が参加するゼミ。2012年開始で、2022年には創立10周年を迎えた、法政大学を代表する歴史と伝統のあるゼミの1つである。石山は後述するゼミ理念などから「先生」と呼ばれることが気持ち悪いとし、2014年にゼミ内で「「先生」と呼ばないでほしい」という要望を伝えたものの、ゼミ生からの大反対に遭い挫折。2018年ごろから再度、「石山さん」「のぶさん」「イッシー」「のぶぴょん」などと呼んでほしいとゼミ生に繰り返し訴えた結果その努力が実り、ようやく浸透したが、どうしても「先生」と呼びたいゼミ生はそれでも良いとしており、相変わらず「先生」「石山先生」と呼ぶゼミ生・修了生も相当数存在する。

### ミッション
2020年度から掲げられた、ゼミとしてのありたい姿。「階段を1段飛ばしで駆け上がってしまうほどわくわくしながら出社できる」（イヴォン・シュイナード『社員をサーフィンに行かせよう』）という経営哲学のように、「階段を1段飛ばしで駆け上がってしまうほどわくわくしながら大学院にくる」ようなゼミを実現することを目指す。さらに、“Every child is an artist. The problem is how to remain  an artist once he grows up.”というパブロ・ピカソの言葉にインスパイアされた「すべてのこどもは学習者である。問題は、大人になってからも、どうやって学習者のままでいるか、ということだ」という、学びは一生のものであるという思いを共有できるゼミにすることもミッションとする。

### ゼミ理念（ビジョン）
ゼミは会社ではないので階層組織である必要はないという考えから、石山ゼミの理念として以下を掲げている。
「楽しい雰囲気、高い基準（Dweck,2008より）」
「気兼ねなく失敗できる安全な場をつくる」
「完璧を目指すより、まず終わらせろ（リーン・インより）」
ゼミ内において上下関係（学年の差、博士・修士の別、教員と院生の別など）は存在しないとし、「ゼミ長」を置かず（「ゼミ連絡会議委員」は存在する）、「先輩・後輩」をNGワードとするなど、フラットではあるが「関わり合いのある」学びの場を構築することで多くの優秀かつ有為な人材を輩出している。

### ゼミ活動
ゼミに、組織としての目標はないとし、石山ゼミを「個人が、(1)誰かのギフト（誰かの役に立つこと）を目指し、(2)個人の意義（好きなこと）のために取り組み、(3)努力して到達できる論文を書くという三要素からなる、個人のためにお互いが助け合う場」と定義づけており、石山ゼミにおいての教員とは「助産師みたいなもの」であり、伴奏者であるとする。
社会人大学院のゼミであるため多種多様なバックボーンを有するゼミ生が集まっており、人事労務（HR）系の社会人だけでなく、メディア関係者、社会保険労務士、大学卒業後ストレートに進学した学生、留学生、謎の人など参加者は多岐にわたる。近時は医療・看護系の社会人学生も増えている。そのため、ゼミ生は自己の研究に関して、他のゼミ生達から多方面かつ多角的な視野からのアドバイスを得られる利点がある。ゼミ生同士の助け合いの中、自己の研究に有益な情報を得るため、毎回活発な質問や意見交換がなされており、石山の指導内容の質の高さ・ゼミ生の優秀さに関しては関係各方面から高い定評がある。
「演習」では前半部分が石山による講義（ゲストスピーカーを招くこともある）、後半部分がゼミ生の研究の進捗状況に関する発表（ゼミ発表）という構成を基本としている。講義では春学期が質的研究、秋学期が量的研究についての指導が主に行われている。なお、指導内容は毎年バージョンアップされている。ゼミ発表については、発表後に質疑応答の時間が設けられ、発表者はゼミ生からの質問やアドバイスを受けた後で、最後に石山からのコメントがなされる形で運営されている。
ゼミ中は「飲み食い自由・出入り自由」であり、実際にゼミの教室にはお茶やお菓子などが置かれていることが多い。石山はゼミや講義を院生が寝っ転がって聞いていても別に構わないという、かなりラジカルな発言をしているが、これまで寝そべりながらゼミや講義に参加した院生の存在は確認されていない。また、ゼミを進化型（ティール）学校と位置づけているため、各種企画において学生が自主運営する範囲が非常に広いのも特徴である。
石山は毎年の修了生に対して、直筆の心の込もった手紙を追いコンの場などで贈呈しており、石山ゼミは学びの場だけでなく、人間的交流の場でもあることの現れといえる。「学びは一生」という石山の理念を反映して、修了生に対する学びの場の提供に積極的なのも石山ゼミの特徴の一つである。

### 飲み会
石山ゼミの飲み会では、上下関係のないゼミ理念を反映して「取り分け禁止」（大皿料理などで自分が食べる分は自分で皿に盛る）、「お酌禁止」（ビールやワインは手酌で飲む）というルールとなっている。

### ゼミ合宿
ゼミ合宿は、夏合宿と春合宿、博士課程在籍者対象の合宿等が毎年開催されている。夏合宿では毎年、人材・雇用・キャリア等の分野で注目すべき取り組みを行っている地域を選定して足を運んでいる。石山は合宿を「大人の修学旅行」と表現する。
2018年度は静岡県を訪れ、静岡県立大学の国保祥子ゼミとのコラボによるキャリアについての学習や島田市の山村都市交流センターささま視察等を行った。2019年度の夏合宿では副業・兼業人材の受け入れの先駆的自治体である広島県福山市を訪れ、各種メディアにも取り上げられている。
2020年度の夏合宿と春合宿はコロナ禍を受けて「オンライン夏合宿」「オンライン春合宿」形式での実施となった。

### 論文指導
正規の科目としての「演習」の時間だけでなく別途勉強会（当年度勉強会・次年度勉強会・博士勉強会・研究生勉強会）を定期的に開催することで、ゼミ生の論文作成に関する指導を充実させている。
2019年度は、石山ゼミ史上最多人数となる15名ものゼミ生が修士論文を提出し、全員修了。2020年度は博士課程2名、修士課程7名が修了、2021年度は修士課程7名が修了した。2022年度は博士課程1名、修士課程1名が9月修了した。

### 出版
2019年10月に、初の「石山ゼミ本」として、『地域とゆるくつながろう　−サードプレイスと関係人口の時代−』（静岡新聞社）が出版された。石山が編著者となり、ゼミ生の北川佳寿美、片岡亜紀子、谷口ちさ、山田仁子、岸田泰則、佐野有利が共著者として名を連ねている。家庭でも職場でもない居心地の良い第3の居場所としての「サードプレイス」について、都市部から地方まで多岐にわたって地域とゆるくつながるためのヒントや実際の事例が多数収録されている。
発売以来、各方面で非常に好評を博し、地域とゆるくつながるための必読書として5刷を数える大ヒット作となっており、5刷からは帯が目に優しい緑色となった。2022年には韓国での翻訳出版（『ローカルの発見－サードプレイスと関係人口』）もされた。

### 修了生との交流
石山ゼミは修了生との交流も盛んで、各種イベントが定期・不定期を問わず企画されている。2023年には修了生と現役ゼミ生などが一堂に会する、ゼミ10周年記念イベントが盛大に開催された。

## 受賞歴
- 2016年 人材育成学会 奨励賞
- 2018年 人材育成学会 論文賞
- 2021年 経営行動科学学会 JAASアワード 優秀研究賞（2020年度）
- 2022年 日本の人事部 「HRアワード2022」書籍部門最優秀賞（『越境学習入門』）
- 2022年 組織科学 2022年度 ベストレフェリー賞

## 所属学会
- 人材育成学会
- 経営行動科学学会
- 日本労務学会
- 日本キャリア・カウンセリング学会
- 産業・組織心理学会
- 組織学会
- 地域活性学会
- 日本キャリアデザイン学会

## 主な役職
- 人材育成学会理事[32]
- NPOキャリア権推進ネットワーク授業開発委員長

## 主な論文
- Role of knowledge brokers in communities of practice in Japan, Journal of Knowledge Management, Vol.20,No.6,2016.
- The impact of the talent management mechanism and self-perceived talent status on work engagement: the case of Japan, Asia Pacific Business Review,Vol.27,No.1,2021.

## 主な著書

### 単著
- 『定年前と定年後の働き方～サードエイジを生きる思考』（光文社、2023年）
- 『日本企業のタレントマネジメント　－適者開発日本型人事管理への変革－』（中央経済社、2020年）
- 『越境的学習のメカニズム　実践共同体を往還しキャリア構築するナレッジ・ブローカーの実像』（福村出版、2018年）
- 『時間と場所を選ばない　パラレルキャリアを始めよう！』（ダイヤモンド社、2015年）
- 『キャリアという言葉に抵抗を感じるあなたへ ～1時間で読めるキャリア理論の実践と応用～ 』（株式会社ヒューマンバリュー、2015年）
- 『組織内専門人材のキャリアと学習』（生産性労働情報センター、2013年）
- 『キャリア採用のプロたちが教える　後悔しない転職　7つの法則』（ダイヤモンド社、2012年）
- 『上司の教科書 「新しい悩み」への処方箋』（洋泉社 、2009年）

### 共著
- 『カゴメの人事改革: 戦略人事とサステナブル人事による人的資本経営』（共著）（ 中央経済社 、2022年）
- 『越境学習入門』（共著）（ 日本能率協会マネジメントセンター 、2022年）
- 『Mechanisms of Cross-Boundary Learning: Communities of Practice and Job Crafting』（共著）（ Cambridge Scholars Publishing 、2019年）
- 『地域とゆるくつながろう　−サードプレイスと関係人口の時代−』（共著）（ 静岡新聞社 、2019年）
- 『会社人生を後悔しない 40代からの仕事術』（共著）（ ダイヤモンド社 、2018年）
- 『政策創造のすすめ』（共著）（ 三恵社 、2016年）
- 『ケーススタディ　優良・成長企業の人事戦略』（共著）（税務経理協会 、2015年）
- 『キャリア・チェンジ！』（共著）（生産性出版 、2013年）

### 翻訳
- 『サクセッションプランの基本 ~人材プールが力あるリーダーを生み出す~』 （クリスティー・アトウッド(著)、ヒューマンバリュー出版、2012年）

## 研究活動
- パーソル総合研究所との共同研究「ミドルからの躍進を探究するプロジェクト」[33]でミドル・シニア社員4,700人を対象とした大規模定量調査やインタビュー調査を実施。[34]

## 社会活動
- 各地でキャリアワークショップの開催[35]やパラレルキャリアに関する講演[36]などを行っている。